# John Nelson Darby
John Nelson Darby (ur. 18 listopada 1800 w Londynie, zm. 29 kwietnia 1882 w Bournemouth) – początkowo duchowny anglikański, następnie jeden z inicjatorów ruchu braci plymuckich, zwanego czasem od jego nazwiska darbyzmem.

## Tłumacz Biblii
Współpracował w Niemczech nad tłumaczeniem Biblii, tzw. Elberfeldzkiej na język niemiecki oraz tłumaczył Pismo Święte na język angielski, język francuski, a Nowy Testament – na język włoski. Jego wykłady w języku francuskim na terenie Szwajcarii dały początek dziełu pt. „Przegląd Ksiąg Biblii”. Polem działalności Darby’ego były także takie kraje jak Kanada, Stany Zjednoczone Ameryki Północnej, Indie Zachodnie, Nowa Zelandia, a także Holandia i Włochy.

## Rozłam między Braćmi otwartymi a Braćmi zamkniętymi
Gdy w roku 1845 Darby wrócił do Plymouth, okazało się, że między nim a braćmi plymuckimi są pewne różnice w nauce (np. o Kościele, służbie, usprawiedliwieniu) i postępowaniu. Darby odłączył się wraz ze swoimi zwolennikami od braci otwartych i przestał pielęgnować z nimi społeczność. Ruch, którego stał się liderem, otrzymał z biegiem czasu różne nazwy, jak darbyści, czy bracia zamknięci.